# Ronde van Spanje 1991
| Eindklassement      |                      |             |
| Algemeen klassement | Melchor Mauri        | 82h 48' 07" |
| Tweede              | Miguel Indurain      | + 2' 52"    |
| Derde               | Marino Lejarreta     | + 3' 11"    |
| Vierde              | Federico Echave      | + 3' 54"    |
| Vijfde              | Fabio Parra          | + 5' 38"    |
| Zesde               | Pello Ruiz Cabestany | + 6' 50"    |
| Zevende             | Raúl Alcalá          | + 6' 57"    |
| Achtste             | Pjotr Ugrumov        | + 10' 53"   |
| Negende             | Steven Rooks         | + 12' 09"   |
| Tiende              | Oliverio Rincón      | + 12' 11"   |
| Puntenklassement    | Uwe Raab             | 169 punten  |
| Tweede              | Melchor Mauri        | 134 punten  |
| Derde               | Jean-Paul van Poppel | 116 punten  |
| Bergklassement      | Luis Herrera         | 157 punten  |
| Tweede              | Marino Lejarreta     | 87 punten   |
| Derde               | Fabio Parra          | 69 punten   |

De 46e editie van de Ronde van Spanje werd verreden in 1991 en begon op 29 april en duurde tot 19 mei. Deze ronde bestond uit 21 etappes. De 11e etappe werd wegens barre weersomstandigheden geannuleerd.
De Spanjaard Melchor Mauri van de ONCE-ploeg werd de eindwinnaar van deze editie. Nadat hij de leiderstrui al in de eerste etappe, een korte tijdrit van 8,8 km, had veroverd, raakte hij deze in de tweede etappe weer kwijt om deze vervolgens in de vierde etappe terug te veroveren om deze daarna niet meer af te staan. Tweede werd Miguel Indurain van de Banesto-ploeg. Mauri werd tevens tweede in het, door de Duitser Uwe Raab gewonnen puntenklassement. Het bergklassement werd gewonnen door de Colobiaan Luis Herrera.
De Nederlander Jean-Paul van Poppel won vier etappes en had hiermee de meeste dagsuccessen en werd hiermee derde in het puntenklassement. Steven Rooks werd verdienstelijk negende in het algemeen eindklassement.
De Spaanse ploeg ONCE werd winnaar van het ploegenklassement.
- Aantal ritten: 21 (inclusief een ploegentijdrit in etappe 2b)
- Totale afstand: 3215,0 km
- Gemiddelde snelheid: 38,797 km/h

## Belgische en Nederlandse prestaties

### Belgische etappezeges
Er waren geen Belgische etappezeges in deze Ronde van Spanje.

### Nederlandse etappezeges
Jean-Paul van Poppel won vier etappes, de 6e in Valencia en de 9e in Lloret de Mar, de 13e in Zaragoza en de slotetappe in Madrid. Verder won Michel Zanoli het eerste deel van de tweede etappe in Cáceres.

## Etappe-overzicht
| Etappe | Datum    | Van - naar                            | Km                | Etappewinnaar        | Klassementsleider    |
| ------ | -------- | ------------------------------------- | ----------------- | -------------------- | -------------------- |
| 1      | 29 april | Mérida                                | 8,8 Ind. tijdrit  | Melchor Mauri        | Melchor Mauri        |
| 2a     | 30 april | Mérida-Cáceres                        | 134,5             | Michel Zanoli        | Anselmo Fuerte       |
| 2b     | 30 april | Montijo-Badajoz                       | 40,4 Pl. tijdrit  | ONCE                 | Anselmo Fuerte       |
| 3      | 1 mei    | Badajoz-Sevilla                       | 233,2             | Jesper Skibby        | Herminio Díaz Zabala |
| 4      | 2 mei    | Sevilla-Jaén                          | 292               | Jesús Cruz Martín    | Melchor Mauri        |
| 5      | 3 mei    | Linares-Albacete                      | 227,8             | Uwe Raab             | Melchor Mauri        |
| 6      | 4 mei    | Albacete-Valencia                     | 236,5             | Jean-Paul van Poppel | Melchor Mauri        |
| 7      | 5 mei    | Palma de Mallorca                     | 188               | Jesper Skibby        | Melchor Mauri        |
| 8      | 6 mei    | Cala D'or-Cala D'Or                   | 47 Ind. tijdrit   | Melchor Mauri        | Melchor Mauri        |
| 9      | 7 mei    | Sant Cugat del Vallés-Lloret de Mar   | 140               | Jean-Paul van Poppel | Melchor Mauri        |
| 10     | 8 mei    | Lloret de Mar-Andorra                 | 229               | Guido Bontempi       | Melchor Mauri        |
| 11     | 9 mei    | Andorra-Pla de Beret                  | -                 | Geannuleerd          | Melchor Mauri        |
| 12     | 10 mei   | Bossost-Cerler                        | 111               | Ivan Ivanov          | Melchor Mauri        |
| 13     | 11 mei   | Benasque-Zaragoza                     | 219               | Jean-Paul van Poppel | Melchor Mauri        |
| 14     | 12 mei   | Ezcaray-Valdezcaray                   | 24,1 Ind. tijdrit | Fabio Parra          | Melchor Mauri        |
| 15     | 13 mei   | Santo Domingo de la Calzada-Santander | 219,5             | Guido Bontempi       | Melchor Mauri        |
| 16     | 14 mei   | Santander-Lagos de Covadonga          | 186,6             | Luis Herrera         | Melchor Mauri        |
| 17     | 15 mei   | Cangas de Onís-Alto del Naranco       | 152               | Laudelino Cubino     | Melchor Mauri        |
| 18     | 16 mei   | León-Valladolid                       | 137,5             | Antonio Miguel Díaz  | Melchor Mauri        |
| 19     | 17 mei   | Valladolid                            | 53,2 Ind. tijdrit | Melchor Mauri        | Melchor Mauri        |
| 20     | 18 mei   | Segovia                               | 212,7             | Jesús Montoya        | Melchor Mauri        |
| 21     | 19 mei   | Collado Villalba-Madrid               | 169,6             | Jean-Paul van Poppel | Melchor Mauri        |

 winnaars · rode trui · 
 puntenklassement · 
 bergklassement · 
 combinatieklassement · 
 jongerenklassement · 
 ploegenklassement · 
 strijdlust

 Belgische leiderstruidragers · etappewinnaars

 Nederlandse leiderstruidragers · etappewinnaars
1935 · 1936 · 1937 · 1938 · 1939 · 1940 · 1941 · 1942 · 1943 · 1944 · 1945 · 1946 · 1947 · 1948 · 1949 · 1950 · 1951 · 1952 · 1953 · 1954 · 1955 · 1956 · 1957 · 1958 · 1959 · 1960 · 1961 · 1962 · 1963 · 1964 · 1965 · 1966 · 1967 · 1968 · 1969 · 1970 · 1971 · 1972 · 1973 · 1974 · 1975 · 1976 · 1977 · 1978 · 1979 · 1980 · 1981 · 1982 · 1983 · 1984 · 1985 · 1986 · 1987 · 1988 · 1989 · 1990 · 1991 · 1992 · 1993 · 1994 · 1995 · 1996 · 1997 · 1998 · 1999 · 2000 · 2001 · 2002 · 2003 · 2004 · 2005 · 2006 · 2007 · 2008 · 2009 · 2010 · 2011 · 2012 · 2013 · 2014 · 2015 · 2016 · 2017 · 2018 · 2019 · 2020 · 2021 · 2022 · 2023 · 2024 · 2025